# Сима І
Сима І (спрощ.: 司馬奕; піньїнь: Sima Yi, 342 —23 листопада 386) — 11-й імператор династії Цзінь і 7-й володар епохи Східна Цзінь у 365–372 роках.

## Життєпис

### Молоді роки
Походив з імператорського роду Сима. Був сином імператора Сима Яня. Після смерті останнього наступний володар Сима Юе 342 року надав Сима І титул князя Духань. Намагався не втручатися у політичні справи. 361 року після смерті Сима Даня новим імператором став старший брат Сима І — Сима Пі, який надав братові титул князя Лан'є. Після смерті брата 365 року Сима І став новим володарем Китаю, взявши ім'я Фей-ді.

### Володарювання
Із самого початку Фей-ді стикнувся із зовнішніми та внутрішніми труднощами. Владу імператору в середині країни обмежували впливові високопосадовці: Сима Ю, князь Куайцзі, та Хуань Вень, губернатор західних провінцій. Водночас не вщухав конфлікт із північними царствами. 365 року держава Рання Янь захопила місто Лоян. Водночас повстав Сима Сюнь, губернатор провінції Лян (південь сучасної провінції Шеньсі). Лише 366 року його було розбито і страчено.
369 року зазнав невдачі похід Хуань Веня проти царства Рання Янь. Таким чином, його спроба збільшити власну могутність провалилася. Втім Хуань вирішив домагатися розширення впливу всередині імперії Цзінь. 372 року він вирушив на столицю Цзянкань, де змусив чиновників повалити імператора. Новим володарем Хуань Вень поставив двоюрідного діда Сима І — Сима Ю. Разом з тим Хуань Вень винищив найбільш впливових представників родів Інь та Ю.

### Останні роки
Після свого повалення Сима І отримав титул князя Дунхая. Незабаром за наказом Хуань Веня його заслали до міста У (сучасний Сучжоу, провінція Цзянсу). Там він мешкав під посиленою охороною. 372 року очільник селянського повстання Лу Сун оголосив про намір повернути владу Сима І, звернувся до останнього з пропозицією приєднатись до повстанців, але Сима І відмовився. Останні роки колишній імператор провів у пиятиці й розвагах. Він помер 23 листопада 386 року.